# Tabanus punctifer
Tabanus punctifer är en tvåvingeart som beskrevs av Osten Sacken 1876. Tabanus punctifer ingår i släktet Tabanus och familjen bromsar. Inga underarter finns listade i Catalogue of Life.